# 三浦大輔
三浦 大輔（みうら だいすけ、1973年12月25日 - ）は、奈良県橿原市出身の元プロ野球選手（投手、右投右打）、プロ野球監督。現在は横浜DeNAベイスターズの監督を務める。
現役時代は1992年から2016年までの25年間、セントラル・リーグ（セ・リーグ）の横浜DeNAベイスターズ（1992年は横浜大洋ホエールズ、1993年から2011年は横浜ベイスターズ）でプレーしたフランチャイズ・プレイヤー。1998年には主力投手の1人として横浜の38年ぶりとなるセ・リーグ優勝および日本シリーズ優勝に貢献した。現役時代の通算成績は535試合登板、172勝184敗、防御率3.60、奪三振2481で、奪三振数は2025年時点でNPB歴代9位（通算200勝未達成の投手としては最多）。現役最終年の2016年は「NPBの現役最年長選手および横浜大洋ホエールズへの在籍経験を持つ最後の選手」として迎え「プロ野球の公式戦で投手が安打を放った最多連続年数」というギネス世界記録を達成した（詳細後述）。
引退後は2017年・2018年にDeNAの球団スペシャルアドバイザー、2019年に一軍投手コーチ、2020年シーズンはファーム（二軍）の監督を務め、2021年からは一軍監督を務める。2024年には、DeNAを横浜時代の1998年以来26年ぶりとなる日本シリーズ優勝に導いた。
愛称は「ハマの番長」「番長」。マネジメントはエイベックス・マネジメント。2004年アテネオリンピック野球の銅メダリスト。
日本中央競馬会登録の馬主でもある。俳優の三浦剛は実弟、『サンケイスポーツ』競馬担当記者の三浦凪沙は長女。

## 経歴

### プロ入り前
橿原市立真菅北小学校時代、2人の弟とともに「真北リトルズ」で野球を始める。幼少期は大阪市玉造で過ごし、実家の花屋の配達で岡田彰布宅を訪れた縁があり、地元でずば抜けた才能を持っていた三浦を当時から岡田は評価していた。なお、花屋を経営していた三浦の父が岡田の後援会「岡田会」の主要メンバーであった関係から、幼少の頃から三浦は岡田と顔見知りであった。横浜入団後の2008年に三浦が国内FA権の行使を宣言した際には、岡田がかつて在籍した阪神タイガースから横浜を上回る条件で移籍を打診された。
橿原市立橿原中学校時代は「北大和シニア」に所属。中学時代までは三塁手兼投手の8番打者であまり目立つ存在ではなかった。足も遅く、中学で野球を辞めようかと考えていたこともあったが、3年生のときにコントロールを褒められるようになり、チームのエースが辞めたのをきっかけに投手に定着する。
高校は大和高田市立高田商業高等学校に進学。高校までずっと一緒に野球をやってきた2学年下の弟の剛曰く中学までは大した活躍をしていなかったが、この頃から速い球を投げるようになったという。高校時代は小学校の頃からの練習漬けに嫌気が差し、1か月ほどズル休みをしたこともあったが、監督やチームメイトに引き止められ復帰した。1991年の県大会はエースで4番を務め、春・夏ともに決勝で谷口功一率いる天理高等学校に敗れ、甲子園出場は叶わなかった。
1991年11月22日に行われたプロ野球ドラフト会議において、横浜大洋ホエールズから6位指名を受け、同年12月3日に契約金3000万円、年俸400万円で大洋と仮契約を結んだ。背番号は「46」。担当スカウトは高松延次。なお『中日スポーツ』紙上における評価はC評価で、ドラフト会議で指名されなかった場合は社会人野球の三菱重工名古屋に入団する予定だった。

### 大洋・横浜・DeNA時代

#### 現役選手時代
1992年10月7日の対読売ジャイアンツ戦（横浜スタジアム）に、3番手投手として一軍デビュー。「横浜大洋ホエールズ」としては最後の公式戦で、篠塚和典から三振を奪うなど打者6人を完璧に抑えた。
1993年9月4日の対広島東洋カープ戦（北九州市民球場）でプロ初勝利・初完投を記録。
プロ入りしてからしばらく、ピンチになると力んだ投球をしてしまい、失敗を繰り返していたが、1994年4月22日の対広島戦（横浜スタジアム）でピンチになった際にマウンドで当時投手コーチだった小谷正勝から「己を知りなさい。自分はどういうピッチャーなんだ。力んでも150キロは出ないだろ」と言われ冷静に自分の投球ができるようになり、プロ初完封勝利を手にする。この言葉は三浦にとってプロ野球人生の軸となり、逆境に立った時も自分をコントロールできるようになったと語っている。
1995年から先発ローテーションに加わって活躍し始め、1997年は自身9連勝などもあって初の2桁勝利を挙げる（10勝3敗）。7月29日の対中日ドラゴンズ戦（ナゴヤドーム）では5回まで無安打に抑える快投を見せるも、8回に代打を出されて無安打のまま降板。
1998年には前年の活躍が認められ、背番号を以前から自身が希望していた「18」へ変更。この年は安定感が増し、8月に肝機能障害で1か月離脱するアクシデントはあったが、自己最多となる12勝を挙げ、チームのリーグ優勝、日本一に大きく貢献した。しかし、西武ライオンズとの日本シリーズでは第3戦に先発したものの、球数を多く費やし6四球を出すなど苦しみ、序盤で降板して敗戦投手となっている。
1999年は開幕から6連敗を喫した。同年10月2日の対中日ドラゴンズ26回戦（横浜スタジアム）では、1回表にいきなり5失点を喫したが、2回以降は8回まで無失点に抑え、また打撃でも2回裏に川上憲伸からプロ初本塁打となる3点本塁打を打った。チームは3回に駒田徳広の同点二塁打と佐伯貴弘の勝ち越し打で逆転、川上にセ・リーグワースト記録の19被安打とワーストタイ記録の14失点をつけて14対5で大勝、三浦も9勝目を挙げた。
2000年と2001年はチームの生え抜き先発投手陣が不調や配置転換など、苦しむ中で安定した成績を収め、押しも押されもせぬエースの座に君臨する。
2002年7月3日の対巨人戦で、投球中に右肘の違和感を訴えて途中降板、同年のシーズンオフに欠けた骨を取り除く内視鏡手術を行った。また、契約更改では2003年から2008年までの6年契約を結んだ。
2003年は前年受けた手術の影響もあって春季キャンプは二軍スタートとなり、開幕も出遅れる。
2004年に行われたアテネオリンピックでは、日本代表に選ばれて銅メダルを獲得。
2005年は2001年（11勝）以来となる2桁勝利（12勝）を挙げ、プロ14年目にして初のタイトル（最優秀防御率・最多奪三振）を獲得し、4年ぶりのチームAクラス入りに貢献した。28試合中23試合で7イニング以上を投げ、21試合でQS達成（うちHQS16試合）、10完投と大活躍だった。
2006年は野球規則委員会が「二段モーションなどは不正投球とする」という見解を示したことから、日本野球機構もこれを承認したことでフォーム改造を余儀なくされ、その影響からか前半は勝ち星に恵まれず8勝（12敗）に終わるも9完投、3完封、3無四球完投はいずれもリーグ最多で、自己最多の216回2/3と、前年に続き2年連続で200イニング以上を投げた。また5月9日の楽天戦で通算100勝を達成。
2007年6月20日から同年7月27日にかけて35イニング連続無失点を記録し、連続イニング無失点の球団記録を更新した。また、プロ野球選手としての社会貢献活動が認められ第9回ゴールデンスピリット賞を受賞している。
2008年シーズンオフにFA権を行使した。当時の球団に不満を抱えており、横浜との交渉では金額の話よりもフロントに疑問点をぶつけることに時間を費やした。阪神タイガースが三浦の獲得に動き、三浦自身も真剣に悩んでいたが、そんな最中にファン感謝デーがあり、ファンの声を直接聞き「強いところを倒して優勝したい」と考えるようになり残留を発表した。一方で阪神ではこの年のオフに子供の頃から面識があった岡田彰布監督が退任したことと、阪神の破格過ぎる条件（3年13億円規模、2年目以降の年俸は当時の球界最高年俸となっていた金本知憲の5億5000万円を超えることになる5億7500万円）に気が引けて「金本さんを超えるわけにはいかない」として球界最高年俸なんてもらえないと考えたことも一因といわれている。横浜はこの頃からチームの主力選手のFA移籍が続いたが、他球団へ移籍したチームメイトについて三浦は「問題なのは球団だと思った。はっきり言って当時の横浜は出て行きたいチームだった」と振り返っている。
2009年は失点、被本塁打ともリーグ最多を記録したが、3戦連続を含む6完投もリーグ最多。2年ぶりの2桁勝利となる11勝を挙げた。
2010年は開幕前のオープン戦で振るわず開幕直前で二軍落ちとなった。その後一軍に復帰したが不安定な投球が多く3勝8敗と不振に陥り、1994年以来16年ぶりに投球回数が100イニングを下回った。この年のチームは開幕前の構想から外れた戦いを強いられたことでシーズン中盤までは粘ったが、後半は負け試合がさらに多くなり、3年連続最下位に終わってしまった中でも自身の不振は大きく響いた。
2011年7月10日の対中日戦（横浜スタジアム）に先発して勝利投手となり、19年連続勝利の球団記録を更新した。この年の三浦は開幕当初こそ二軍落ちする不本意な成績であったが、イースタン・リーグでの調整を通して全身を鍛えるために短距離ダッシュを繰り返すなど独自の練習で調整するなか、往年の球威と制球力を取戻して7月に昇格するとシーズン終了まで先発ローテーションを守り抜き、この年のチームで唯一の完投・完封を含む、チーム最多タイ（高崎健太郎と同数）の5勝を記録した。投球回数も規定投球回には達しなかったものの、2年ぶりに100イニングを超えるなど健在ぶりを発揮した。
2012年には、4月1日の対阪神戦（京セラドーム大阪）で勝利投手となり、横浜DeNAベイスターズとしての球団初勝利となった。7月4日の対巨人戦で、2005年8月23日以来となる2507日ぶりの巨人戦勝利となり、同時に通算150勝を達成した。通算150勝を挙げて以降は調子を上げて前半戦は8勝を挙げ、3年ぶりのオールスターゲームにも出場。チームトップの9勝を挙げリーグ最多の6完投を記録した。
2013年には、6月12日の対ロッテ戦（QVCマリン）で完封勝利し、小山正明の39歳1か月での球団最年長完封記録を39歳3か月で更新するなどチームトップの9勝を挙げた。
2014年からは、投手として現役生活を続けながら一軍投手コーチを兼任している。この年には開幕から4連敗を喫したが、7月13日のヤクルト戦で一軍公式戦22年連続勝利（米田哲也に並ぶNPB歴代3位）を達成したことを皮切りに5連勝。チームの後半戦巻き返しに貢献した。8月は1完投を含む3勝0敗、セ・リーグ唯一の防御率1点台（1.20）の活躍で月間MVPに選ばれた。シーズン通算では、5勝6敗と負け越しながら、チーム5位の投球回数を記録した。
2015年には、5月5日の対ヤクルト戦で一軍でのシーズン初登板を果たすと、一軍公式戦23年連続勝利のNPB最長タイ記録を樹立（右投手としては新記録）。5月20日の同カードでは、一軍でのシーズン初安打を打ったことによって、一軍公式戦23年連続安打（NPBの投手新記録）を達成した。さらに5月27日の対オリックス戦にも勝利したことで、シーズン初登板からの一軍公式戦3連勝を記録した。三浦はセ・リーグの40代投手では初めて、パシフィック・リーグを含めたNPBの投手としても最年長の記録であった。シーズン終了後には、NPB最年長（50歳）の山本昌や同期入団の斎藤隆（45歳）など、年齢で41歳の自身を上回る8選手が相次いで現役を引退。三浦自身は、11月28日に投手兼任コーチとしての契約を更改したことによって、2016年シーズンにおけるNPBの現役最年長選手になった。
2016年には、7月11日の対中日戦（横浜）で先発投手としてシーズン初の一軍マウンドを経験。4回6失点という内容で敗戦投手になったが、2回裏の第1打席で一軍公式戦通算122本目の安打を打ったことによって一軍公式戦24年連続安打（野手を含めたNPB歴代4位タイ記録）を達成した。さらにこの記録が「プロ野球の公式戦で投手が安打を打った最多連続年数」というギネス世界記録に認定されたため、三浦は8月22日に公式認定員から認定証が授与された。同年は、一軍公式戦に登板しない期間も前年に続いて投手コーチとして一軍の遠征に帯同。遠征のない場合には、もっぱら二軍で投手としての調整を続けていた。

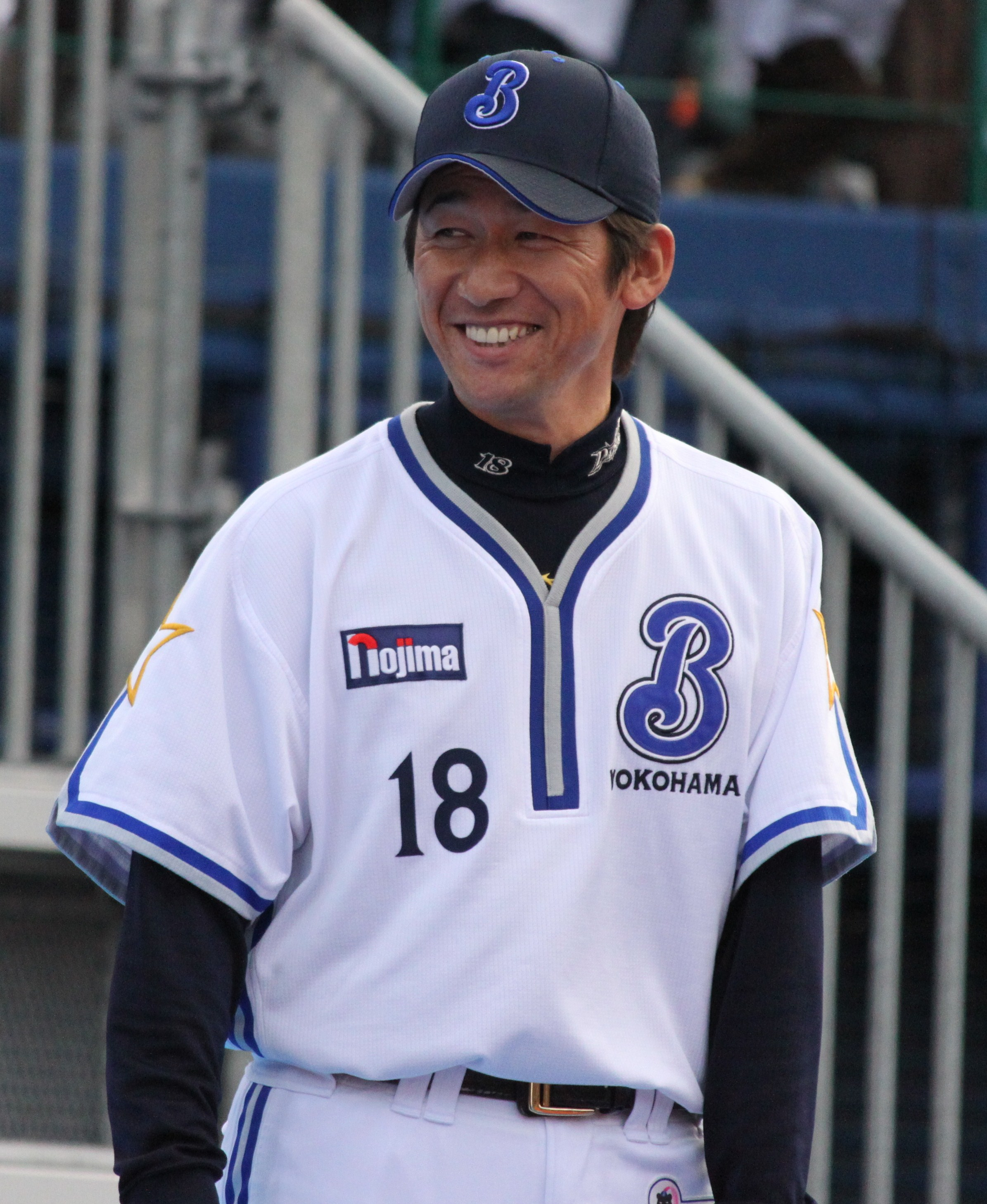
2010年11月23日、横浜スタジアム

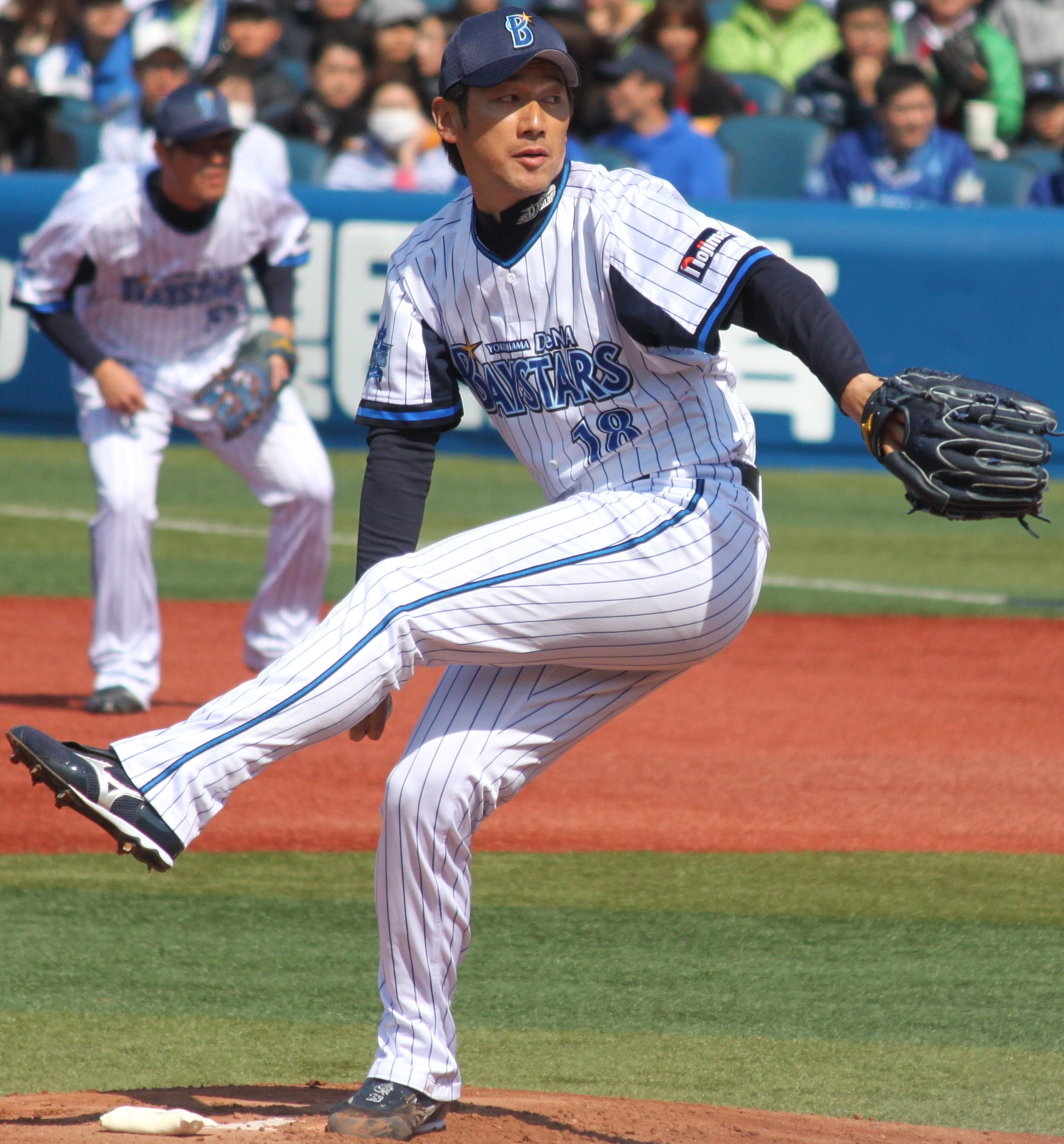
現役時代（2014年3月16日 横浜スタジアム）

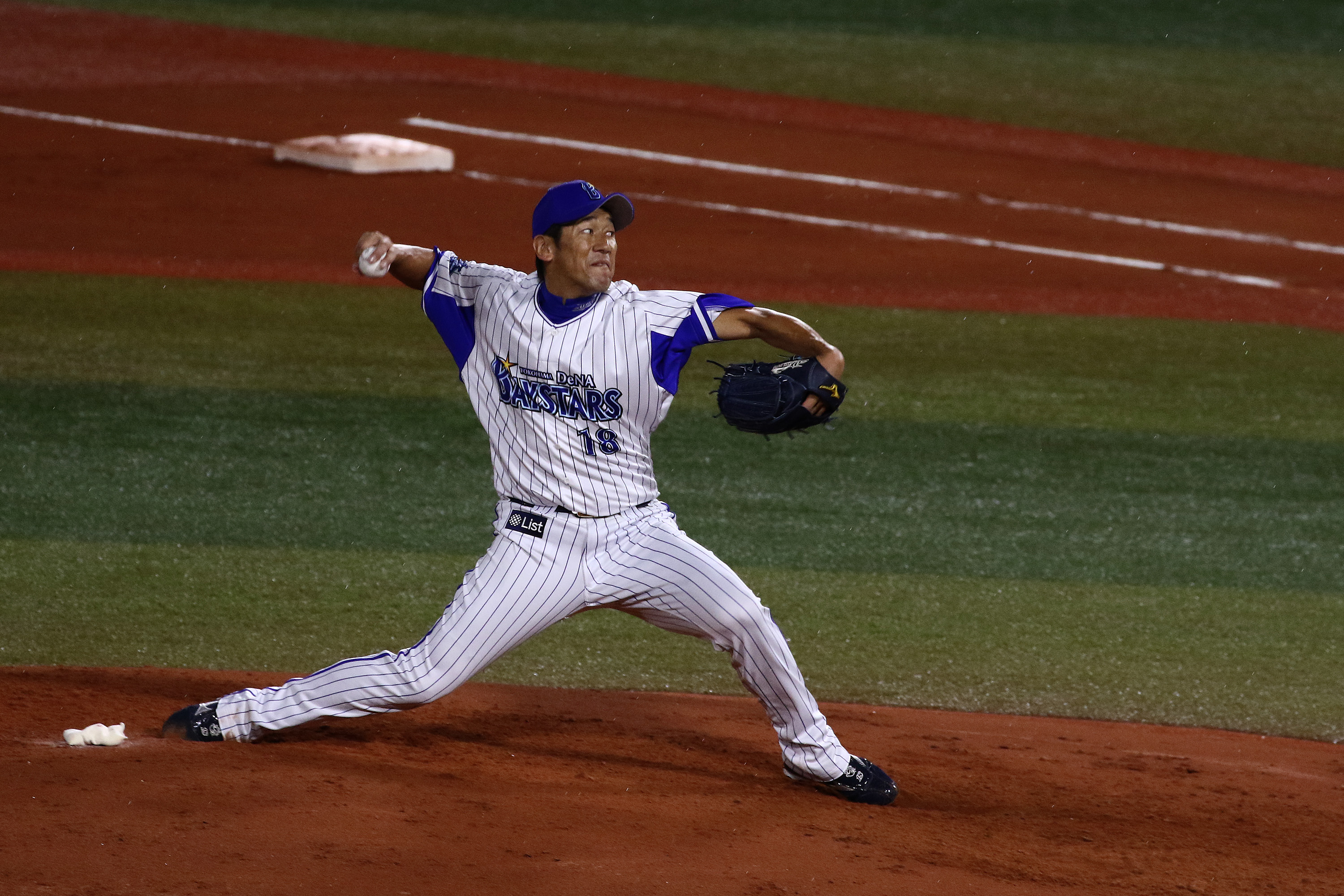
2016年9月29日、横浜スタジアムでの自身の引退試合で力投する三浦

この年は若手の台頭により8月を終えても一軍登板はこの1試合のみにとどまり、三浦も自身の中で引退を決意していた。9月16日の対阪神戦（甲子園）に先発投手としてシーズン2度目の一軍公式戦登板を果たすも、1回裏に福留孝介の本塁打で2点を失った末に4回1/3で降板し、シーズン2敗目を喫した。三浦はこの試合後に高田繁GMへ現役引退を申し入れ、球団側も引退を了承した。チームが9月19日に球団史上初のクライマックスシリーズ進出を決めたことを受け、翌20日にシーズン限りでの引退を表明した。理由を「自分では勝てなくなったから」と語り、引退後の進路については「現役（生活）からは卒業するが、野球からは卒業しないので、ずっと野球に関わっていたい」と述べた。
球団は、三浦が1998年から19年にわたって着用してきた背番号「18」を「横浜ナンバー」として「準永久欠番」にし、着用にふさわしいとされる選手が現れた場合にのみ、球団と三浦による協議を経て継承を認めることを発表した。その18番は、球団と三浦が協議した結果、2022年から小園健太が着用することが決定した。
三浦は本拠地の横浜スタジアムで行われた9月29日の2016年レギュラーシーズン最終戦に、先発投手として現役最後の登板に挑んだ。この試合ではDeNAの全選手が三浦の背番号18を入れたユニフォームを着用（三浦含め、背ネームなしの特別仕様）し、試合前には三浦の長男による始球式が行われた。三浦はこの試合のスタメンとして一軍初出場を果たしたヤクルトのルーキー・廣岡大志に初打席初本塁打となる3点本塁打を打たれるなど6回表終了時点で10失点を喫したが、アレックス・ラミレス監督の計らいもあって6回裏には現役最後の打席に立ち（結果は中飛）、次イニングも続投を決意。7回表のマウンドに向かう際、捕手の髙城俊人から最後の対戦打者への直球一本勝負を提案され、イニング先頭の雄平から三球で空振り三振を奪い降板となった。三浦も6回1/3で119球を投じ8三振を奪うも、12被安打10失点（自身初の2桁失点）という結果になった。
試合後に三浦の引退セレモニーが開催され、三浦は「今は最高に気分が良く『できることなら、このまま時間が止まってくれればな』と思っています。でも、チームはやっとクライマックスシリーズに出られます。どんどんチームが変わってきて、苦しかった時を乗り越えて、やっと『横浜DeNAベイスターズ、いいチームになっただろ』とみんなに自慢できます」「横浜一筋で25年来られたのも、皆さんのおかげです。これからの人生も、横浜一筋で来られたことを誇りに頑張っていきます。今シーズンをもちまして現役を引退致しますけれども、これからも三浦大輔はずーっと横浜です。ヨ・ロ・シ・ク！」と挨拶し、チームメイトから三浦の背番号にちなんで18回にわたって胴上げされた。三浦の引退により、横浜大洋ホエールズに所属した選手が全員引退した。同時に兼任していた一軍投手コーチも退任する意向を引退試合の翌日（9月30日）に球団へ伝え、退団を表明。

### 現役引退後
2017年以降はTBSテレビ・テレビ神奈川の野球解説者、日刊スポーツの野球評論家を務めながら横浜DeNAベイスターズのスペシャルアドバイザーとして活動した。
スペシャルアドバイザーとしては、球団の標榜する「横浜スポーツタウン構想」に対する地域活動への参加やアドバイスをするという役割を担うこととなり「野球」「横浜」「横浜DeNAベイスターズ」の3つの軸を根幹として活動を展開していた。具体的な活動としては、野球教室の開催やMLBの視察などである。視察では、元チームメイトのスティーブン・ランドルフの紹介でアリゾナ・ダイヤモンドバックスのマイク・ブッチャー投手コーチとの対談やメジャー・マイナー・ルーキーリーグなどの試合を観戦した。また、ドーザー・パークで行われたセントルイス・カージナルス傘下組織のシングルA、ピオリア・チーフスの試合では、試合前に来賓として始球式を行った。2018年も引き続き、同職として活動を継続していくことが発表された。

#### DeNAコーチ時代

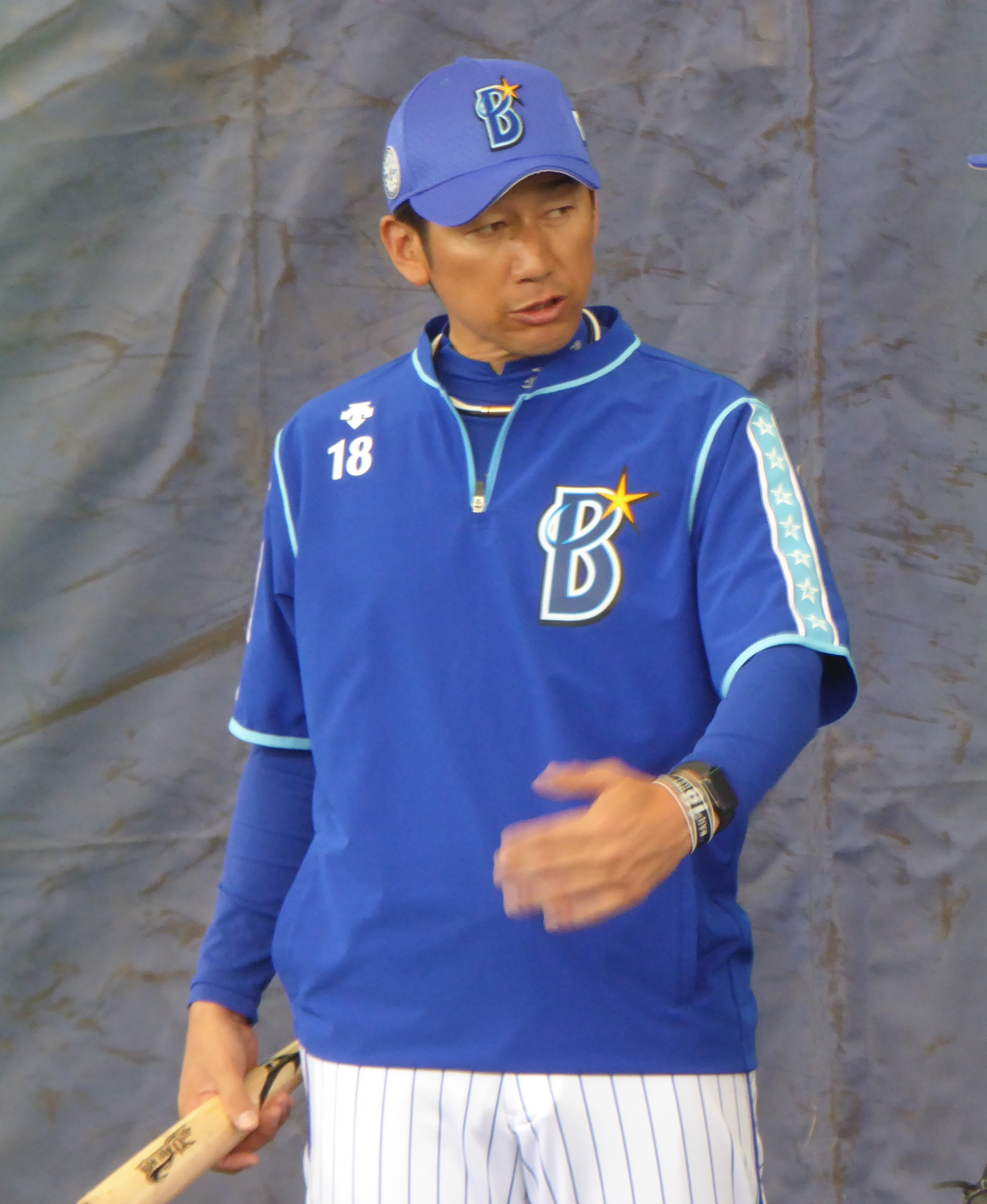
DeNA一軍投手コーチ時代（2019年2月11日）

2019年シーズンより一軍投手コーチとして現場復帰。背番号は準永久欠番となっている「18」を引き続き背負う。コーチ業は選手兼任だった2016年以来3年ぶり、4年目のシーズンになる。
2020年シーズンより二軍監督に就任。

#### DeNA監督時代
2020年11月17日、同年シーズンをもって退任するアレックス・ラミレスの後任として2021年シーズンからの一軍監督に就任することが発表された。背番号は現役時代から背負ってきた「18」から「81」に変更。
2021年は梶谷隆幸、井納翔一が読売ジャイアンツへFA移籍した上、新型コロナウイルス感染対策の入国制限により、ネフタリ・ソト、タイラー・オースティン、エドウィン・エスコバーら外国人選手の合流が間に合わないまま開幕を迎えた。開幕から6連敗（2引き分けを挟む）を喫し、これはチームとして12年ぶり、新人監督ワーストタイの記録だった。4月4日の広島東洋カープ戦（横浜スタジアム）で9戦目にして監督としての初勝利を挙げたが、投打ともにふるわず、4月22日の中日ドラゴンズ戦（横浜）では球団の新人監督として山下大輔以来18年ぶりとなる10連敗を記録。結局、4月を6勝21敗4分、借金15で終えた。5月以降は強力な打線を中心に奮起し、ルーキー・牧秀悟の活躍もあって一時は4位に浮上したが、終盤になると抑えの三嶋一輝、三嶋の代役に指名した山崎康晃が不調に陥って勝ちパターンが崩れた上、4番打者のオースティンの離脱も原因となり、10月12日の広島東洋カープ戦（マツダスタジアム）に敗れたことで12球団最速でクライマックスシリーズ出場の可能性が消滅した。そして10月26日の東京ヤクルトスワローズ戦（横浜）に敗れたことで、1度も貯金を作れないまま6年ぶりの最下位が確定した。
2022年は三浦の師匠小谷正勝をコーチングアドバイザー、斎藤隆をチーフ投手コーチ、鈴木尚典を打撃コーチ、石井琢朗を野手総合コーチに招聘した。相川亮二がバッテリーコーチに就任した。3月上旬の時点で2年目の牧秀悟を4番で起用することを明言し、開幕を迎えるが、開幕早々からネフタリ・ソトやタイラー・オースティン、エースの今永昇太の故障による不在や、新型コロナウィルスのチーム内感染により主力メンバーを欠く中での戦いを強いられ、4月終了時点で借金5と苦戦。借金は最大9まで膨れたが、リリーフ投手陣が安定した投球を続け、故障で抜けた三嶋一輝に代わり、3年目の伊勢大夢が飛躍を見せ、エドウィン・エスコバーと伊勢が左右のセットアッパーとして活躍。2年目の入江大生も成長を見せ8月にはセットアッパーに昇格。前年まで不調に苦しんだ山崎康晃がシーズン通して安定感を取り戻し、抑え投手に返り咲くなど、前年崩壊していた勝ちパターンの立て直しに成功した。4連敗以上の大きな連敗は重ねず、少しずつ借金を減らしていき、8月5日に借金を完済。8月6日の中日戦で監督通算100勝を達成。6月下旬から本拠地での強さを発揮し、8月10日には横浜スタジアム10連勝で2位に浮上。8月21日の広島戦まで横浜スタジアムで17連勝し、プロ野球史上3球団目、球団史上初の本拠地連勝記録を作り、8月は18勝6敗と、球団としては1997年8月以来の月間18勝を記録した。しかし、そこから首位ヤクルトとのゲーム差を詰めることはできず、ヤクルトの優勝が迫った9月25日の直接対決で敗れ、2年連続で目の前で優勝を決められてしまう。同時にシーズン2位が確定し、球団の生え抜き監督としては初のAクラス入りを達成した。クライマックスシリーズに進出し、ファーストステージで阪神タイガースと対戦（横浜スタジアム）も、1勝2敗で敗退。
2024年はシーズン3位という成績でクライマックスシリーズに進出し、ファーストステージでは阪神タイガースと敵地の阪神甲子園球場で対戦して2連勝し、ファイナルステージに進出した。巨人とのファイナルステージ（東京ドーム）では、4勝3敗で2017年以来となる日本シリーズ進出を決めた。日本シリーズでは、4勝2敗で球団を26年ぶり3度目の日本一に導いた。球団生え抜きの監督としては初めて日本一を達成した。選手と監督の両方でシリーズに出場しての日本一は20人目で、そのうち投手としては6人目。

## 選手としての特徴
オーバースローから平均球速約139km/h、最速148km/hのストレートと、カットボール、スライダー、フォーク、スローカーブ、シュートなどを投げ分ける技巧派。立浪和義は「カット系の小さいスライダーを覚えてから厄介な投手になった印象があります」と評価している。また、90km/h以下のスローカーブは他の投手にない武器であり主に緩急をつけるのに用いられている。曲がりの大きな変化球があるわけではなかったが、微妙に変化するインローアウトローの出し入れが絶妙でストレートとの見分けが付きにくく、古田敦也は「これほど球種を読むのが難しいピッチャーはいなかった」と語る。
最大の武器は抜群の制球力。通算与四球率は2.42で、プロ8年目以降は1度も与四球率3.0を超えたことがなく、2.0以下は6度記録している。2010年6月12日放送の『すぽると!』における「1/100 この選手がすごい!投手編・コントロール部門」で1位に選出されている。豊富なスタミナを活かした完投能力も併せ持っており、通算16回の無四球完投を記録している。また2012年にはセ・リーグ最多の6完投を記録したが、39歳シーズンでの最多完投は歴代最年長。2005年に最多奪三振のタイトルを獲得するなど三振を奪う能力も高かった他、プロ通算25年間、3276投球回700守備機会で失策数はわずか9（守備率.987）であることからも分かる通り、堅実なフィールディングも売りであった。
2段モーションの先駆けかつ代表格の存在であったが、2006年以降にボークに関する規定の厳格化（2段モーションの禁止）によって投球モーションの変更を余儀なくされた。この2段モーションは、上体に力が入りすぎてしまう投げ方を改善するために取り入れたもので、足を上げ直すことで軸足に体重が乗りタメを作ることができる。投手コーチをしていた小谷正勝曰く、三浦の一番の長所は臨機応変さで「コレがダメなら次はコレ」と研究熱心に取り組み、そこで養った修正能力には何度も感心させられたという。
通算172勝184敗のうち、阪神に対しては46勝32敗と阪神キラーとしても知られた。阪神に対して特別意識していたことはないが、自身が子どもの頃から阪神ファンであったため、マウンド上で阪神の応援歌が聴けることや甲子園で7回まで投げるとジェット風船が上がる光景がマウンド上で見られるということがモチベーションにも繋がったという。
打撃面では1993年から2016年にかけて24シーズン連続で安打を記録しているがこれは投手では歴代1位タイ、野手を含めても歴代4位タイの記録である。

## 開幕カードでの成績
現役通算25年間で、開幕カードには通算13試合登板したが、開幕投手を務めた開幕戦と、開幕2・3試合目とでは登板成績が大きく異なる。

### 開幕戦未勝利
開幕投手を務めた回数は7回で、球団歴代最多の平松政次（9回）に次ぐ2位。しかし結果は7戦全敗と、全試合で敗戦投手になり1回も勝利を飾れなかった。さらにリーグ開幕戦7連敗は、2021年シーズン終了時点でNPB記録である。一方で開幕2・3試合目の先発投手を務めた試合は6戦全てで白星を記録している。
| 試合日程      | 対戦 チーム | 球場           | 相手投手             | 試合結果                                          | 登板成績                                          | 備考 |
| ------------- | ----------- | -------------- | -------------------- | ------------------------------------------------- | ------------------------------------------------- | --- |
| 1999年4月2日  | ヤクルト    | 横浜スタジアム | 石井一久             | ヤ 10-5 横                                        | 6.1回 打者27 被安6 自責4 防5.68                   | 1-1の同点で迎えた7回に降板。 この年は開幕から6連敗を経験し、6月20日の対ヤクルト14回戦でようやく初白星を挙げた。                                                                                      |
| 2002年3月30日 | 広島        | 広島市民球場   | 佐々岡真司           | 横 1-2 広                                         | 7.2回 打者32 被安7 自責2 防2.35                   | 6回無失点と好投するも打線の援護に恵まれず、7・8回の2失点が響き敗戦。 登板した全ての開幕試合の中で最も自責点と防御率が良い試合であった。                                                              |
| 2004年4月2日  | ヤクルト    | 明治神宮野球場 | ジェイソン・ベバリン | 横 1-3 ヤ                                         | 7.0回 打者26 被安5 自責3 防3.86                   | 相手投手のジェイソン・べバリンに本塁打を喫しながら7回3失点と奮投するも、味方打線が5安打1得点に封じられ援護なく黒星。                                                                                 |
| 2005年4月1日  | 中日        | ナゴヤドーム   | 川上憲伸             | 横 0-4x 中                                        | 8.0回 打者33 被安4 自責4 防4.50                   | 8回まで無失点と好投するも、9回裏にアレックス・オチョアにサヨナラ満塁本塁打を打たれ黒星。自身の開幕試合の中では最も被安打が少なく、最も長いイニングを投げた試合であった。                             |
| 2006年3月31日 | 巨人        | 東京ドーム     | 上原浩治             | 横 2-12 巨                                        | 4.0回 打者20 被安5 自責6 防13.50                  | 試合序盤で巨人打線に捕まり初回に4失点、3回に2失点を喰らって敗戦。 自身最短の開幕ノックアウトを喫してしまった上に、相手の上原にも完投勝利を許してしまった。                                           |
| 2007年3月30日 | 巨人        | 横浜スタジアム | 内海哲也             | 巨 3-2 横                                         | 6.0回 打者28 被安8 自責3 防4.50                   | 高橋由伸に開幕戦初回先頭打者初球本塁打を許してしまう。一時は打線が逆転したが、4回にソロ本塁打を2本被弾して2失点。その後、打線の援護が遠のき敗戦。                                                    |
| 2009年4月3日  | 中日        | ナゴヤドーム   | 浅尾拓也             | 横 1-4 中                                         | 7.0回 打者26 被安5 自責4 防5.14                   | 2年ぶりに開幕投手に選ばれるも和田一浩に2本塁打を喫するなど7回4失点。 これで開幕戦7連敗を喫したことで東尾修を抜くプロ野球ワースト記録となり、以後2016年の現役引退まで開幕投手を務めることはなかった。 |
| 通算：7試合   | 通算：7試合 | 通算：7試合    | 通算：7試合          | 7試合：0勝7敗 46.0回 打者192 被安40 自責26 防5.09 | 7試合：0勝7敗 46.0回 打者192 被安40 自責26 防5.09 | |

2010年の開幕はキャンプの段階で指名されていたが、自身の調整が遅れたためスティーブン・ランドルフが務めた。
また、DeNAの監督に就任した2021年から3年連続で開幕戦で敗れているため、現役時代も含めて開幕戦10連敗となった。2024年の開幕戦で勝利を記録した際には「いやあ、うれしいですね。現役も含めて開幕勝利は初めてなので…良かったです」とコメントしている。

## 監督として
就任会見では攻撃面の采配について「（バントや盗塁は）必要に応じてやっていく。これと固執するのではなく柔軟な姿勢でその時状態の良い選手を見極めやっていきたい」と答え、先発投手の起用法についても「先発投手だからこうしなきゃいけないというものはない」と固定観念にとらわれない、柔軟な姿勢を取ることを強調した。ところが、最下位に終わった就任初年度の2021年シーズン終了時には「入り込みすぎて、あまりにも視野が狭くなっていた。シーズンを戦っていくなかで春先を振り返ったときに、そう感じることがありました。『こうしないといけない』って思い込みすぎていた部分もあった」と反省を口にしている。
視野狭窄から脱け出すきっかけとなったのは、球団に研修を行うこともある外部講師から「鳥の目、虫の目、魚の目」という言葉をシーズン中に教わったことだった（「鳥の目」は鳥のように全体を俯瞰すること、「魚の目」は魚のように潮の流れにのっていくこと、「虫の目」は虫のように細部に近づいて見つめることを指し、これらの視点から事象を見つめること）。その後の采配の変化として打率が高いながらも打点が伸び悩んでいた佐野恵太を4番打者から変更したことが挙げられている。
投手出身の監督だが、攻撃面に関する取り組みが多い。就任会見から一貫して「1点でも多く取る野球」を掲げ、春季キャンプでは盗塁数の向上や犠打の精度向上、走塁練習やケースバッティングに取り組んだ。2021年は二軍監督時代に主に起用していた桑原将志、宮本秀明、関根大気ら俊足の外野手を春季キャンプから一軍に抜擢し、桑原は4年ぶりに規定打席に到達する復活を遂げた。
野手起用に関しては相手投手との相性を重視した起用が目立ち、相性を理由にレギュラーをスタメンから外すこともある（阪神・青柳晃洋先発時の宮﨑敏郎、ネフタリ・ソトの場合など）。また、2021年は2番打者に捕手の伊藤光を起用、2022年は強打者ながら鈍足の佐野恵太を1番打者に起用するなど、独自の発想力を持った打順起用も見られる。
チームづくりにおいては「誰もミスをしようと思っていないですから、出てしまったときに『うわぁ』ってなるところで、次取り返すぞって。選手もコーチも全員で、そういうポジティブな空気を生み出していこうと」とポジティブな思考を強調し、「とにかく雰囲気を大事にしようって。連勝しているからといって、守りに入ることもなく。良いときはどんどんノッていこうよ、と」「どうしたら選手の力を発揮させられるのかということ。だから、この（明るい）雰囲気を壊さない。この雰囲気でもっとノッていけるように、ということばかり考えていました」と語り、選手達の明るい雰囲気を守ることを重視している。選手とのコミュニケーションを重視し、投手降板を告げる際もマウンドで投手をねぎらう様子を見せる。ただし、2024年の試合でローワン・ウィックが降板を拒否するそぶりを見せたときには珍しく激高し、この様子を見た牧秀悟は「4年間で監督が初めてグラウンド内で感情を出す姿を見ました」と話している。なお、この試合後、三浦はウィックとの話し合いの場を設け、選手登録を抹消することもなかった。
春季キャンプやシーズン中のシート打撃にて、自らが打撃投手を務めることもあった。

## 人物・エピソード
リーゼントの髪型がトレードマークで「ハマの番長」と呼ばれている。この呼び名はプロ入り1、2年目の頃にメディアに見出しにされる形でつけられたもので、「正直、ダサいな」という第一印象で、番長がいたのは自分の世代よりもう一世代上で、自分の時代には番長という存在がいなかったからだったという。最初これには強い抵抗を示して、スポーツ紙側に「やめてほしい」と要望したほどだったが、その後ファンの小さな女の子から「ハマの番長!」と声をかけられた時に「これはダメだな」と観念してあきらめたということで、当時同じチームに「ハマの大魔神」と呼ばれていた佐々木主浩がいたこともあって「つけられたニックネームや言葉はいいことなんだなと、逆にこの言葉を大事にしていこうと思って」として、それから番長という言葉を受け入れられるようになったという。
番長と呼ばれる一方で、若い頃から揉め事とは無縁で性格は穏やか。坊主頭が当たり前だった中学・高校時代に夢中になった漫画『ビー・バップ・ハイスクール』や、大好きだった矢沢永吉やエルビス・プレスリーからの影響で、髪が伸びたらリーゼントにしたいと憧れを抱き、プロに入ってすぐ矢沢の自伝『成りあがり』を読みポマードを買って髪を固めた。当時の横浜のコーチ陣からの心証は悪く、罰金を払うか髪を切るか選択を迫られたこともあったが、三浦は当然のように罰金を選択し、リーゼントの髪型を死守していた。リーゼントの髪型は、ドラフト6位での入団と注目されない立場だったことから「目立ちたい」という気持ちも理由にあったというが「リーゼントだから」と周りに言われぬよう「リーゼントにする以上は、野球だけはちゃんとやろう」と思うようにもなった。現役引退会見にもリーゼント姿で登場し「現役から卒業しても、リーゼントの髪型をできる限り続けたい」との意向を示した。
外見で目立つだけではなく若手の頃から練習の虫でもあり、ドラフト同期で大卒1位入団の斎藤隆は「入団当時は同じルーキーの中では運動能力も投手としての評価も低かったが、足が遅くても最後まで走り続け練習を最後までやり続けてたのが大輔で、時間が経てば経つほど投手としての評価を上げていった」と明かしている。バッテリーを組んでいた後輩の相川亮二は「僕が横浜に入団したときはまだ寮も一緒で、こういうストイックな方がプロ野球で活躍して、人気も実力もあるチームの看板選手になっていくんだろうなと思っていました」と、寮生時代からプロ野球選手としてお手本になるような存在だったと語っている。
野球道具はプロ入り1年目からずっとミズノ製品を使用し、活躍するようになってからはアドバイザリー契約を結んでいた。手が大きかったためサイズは大きめで、球種をバレにくくするために包み込むような深めのポケットのグラブを使用していた。

### 矢沢永吉への敬意
前述の通り矢沢永吉の大ファンで、シーズンオフは皮のジャケットに身を包み、タオルを首に巻いて日本武道館で開催された矢沢のコンサートに足を運ぶ。ユニホームの背ネームの「D.MIURA」は他に三浦姓がいなくても名前の頭文字であるDを付けているが、これも「E.YAZAWA」を意識したものだという。使用していたバットのグリップに白いテープを巻き付けていたのも矢沢のマイクスタンドをイメージしている。2016年の引退試合後に行われたセレモニーでは、矢沢本人からのVTRメッセージが流された。

### 社会貢献
子どもたちとの交流を大事にし、2004年から現役引退の2016年まで13シーズンにわたって『三浦大輔選手グローブプレゼント』と称し、ホームゲームで毎試合5つ、合計で約4500個以上のグローブを子どもたちにプレゼントしてきた。2005年には自身の発案で横浜市内の小学校を訪問し子どもたちと夢を語り合う『星に願いをプロジェクト』を開始し、横浜の選手会が活動を続けている。また、社会福祉協議会にシーズンシートを寄付し障害者を自費で横浜スタジアムに招待したり、難病を抱える子どもたちとキャッチボールをしたりと交流の場を持ち、社会貢献活動を積極的に続けている。

### 持病
プロ3年目となる1994年に肝機能障害を発症。1996年、1998年と入院を繰り返し、1998年は12勝7敗とチームの優勝に貢献したが、8月の優勝争いの佳境に体調が悪化し1か月ほど入院生活を送っていた。これをきっかけに食生活をはじめ体調管理を徹底しプロ生活を送ってきたが、その後も持病として抱え続けている。もともと三浦は酒も飲まず、この肝機能障害も原因は不明。プロ野球人生で一番苦しかったのは肝機能障害による体調悪化でシーズン中に投げたくても投げられなかったことだと語る。

### 交友関係
プロレス関係者との交流が深い。1998年1月4日に東京ドームで行われた新日本プロレスの「FINAL POWER HALL in 闘強導夢」の第8試合、蝶野正洋対越中詩郎戦ではnWoジャパン構成員として、鈴木尚典と共に蝶野のセコンドに付いた。2002年には魔界倶楽部総裁の星野勘太郎から「魔界18号」と命名されている。また、親交の深かった橋本真也が2005年に急逝した直後の7月13日の広島戦（横浜スタジアム）では橋本の入場テーマ「爆勝宣言」でマウンドに上がって見事完封勝利を収め、ヒーローインタビューで涙を流した。2009年10月12日に両国国技館で行われた蝶野の25周年記念大会にも足を運び、大会終了後には蝶野、そして武藤敬司とのスリーショット写真を自身のブログにアップしている。2015年2月27日の春季キャンプ終了後には新日本プロレスの沖縄県立武道館大会を観戦し、大会終了後には天山広吉との2ショット写真に収まり、天山が自身のTwitter上でその写真をアップしたツイートを投稿した。天山は翌年の三浦の現役最後の登板となった9月29日のヤクルト戦も横浜スタジアムのスタンドで試合を観戦した。

### ブログ
自身のブログには、三浦自身が見つけたものや見かけたもの（モニュメント、花、景色）や季節、チームメイトやトレーナー、裏方などといった三浦と交流がある人物、本拠地である横浜スタジアムの様子、自身が出演するメディアの情報、さらには飼っているミニチュアダックスフント「ラブ（三浦が現役引退した直後の2017年2月に死去）」「シュガー」「ルーキー」の様子などが原則1日1回のペースで更新されている。ブログに載せている写真はほぼ全て自ら撮影しているため、常に右端の同じ位置でフレームインしている。長年の投手生活で利き腕の右肘が伸びなくなっているので、伸ばすことのできる左腕で撮影していると語っている。登板した試合で勝利投手となった日は、既にブログを更新している場合でも勝利を表す白星（☆）を1個ずつシーズン勝利数の分だけ積み重ねて再度更新するなど、ファンとの交流を非常に大切にしている。なお、監督就任後初の開幕戦前日の2021年3月25日に「しばらくお休みします」とブログの休止を発表したが、オフシーズン限定で不定期に更新している。2022年11月10日よりInstagramを開設した。

### 家族
実家は奈良にあるが両親は大阪で花屋を営んでおり、父親は花屋の2代目。男3人兄弟の長男で、長弟は俳優の三浦剛。2人の弟も高田商業高校で野球をプレーしていた。
高校の先輩である妻と1995年に結婚し、一男一女を儲ける。長女の凪沙はサンケイスポーツで競馬担当記者として勤務。紙上予想の他2022年からはBSイレブン競馬中継（土曜）にも解説者として出演。サンスポの冠試合として開催された2022年6月1日のオリックス戦では始球式を務めた。長男も野球をプレーしており、三浦の引退試合では始球式を務めた。

### 馬主として
大の競馬ファンとして知られ、2011年には日本中央競馬会の馬主登録も行った。冠名は「リーゼント」。現役プロ野球選手として初めて競走馬「リーゼントブルース」を所有した。また東京馬主協会顧問も務めている。

#### 所有馬一覧
2024年12月1日現在
- リーゼントブルース - 牡・36戦3勝（引退・札幌競馬場で誘導馬[131]）
- リーゼントロック - 牡・50戦6勝（引退・京都競馬場で誘導馬[132]）
- リーゼントフォルテ - 牝・7戦0勝（引退）
- リーゼントシャルフ - 騸・33戦7勝（引退）
- リーゼントアイリス - 牝・30戦1勝（引退）
- リーゼントフラム - 牡・2戦0勝（現役）
- リーゼントジャンボ - 牡・20戦3勝（現役）
- マリーナ - 牝・23戦3勝（引退）

## 詳細情報

### 年度別投手成績
| 年 度      | 球 団          | 登 板 | 先 発 | 完 投 | 完 封 | 無 四 球 | 勝 利 | 敗 戦 | セ 丨 ブ | ホ 丨 ル ド | 勝 率 | 打 者 | 投 球 回 | 被 安 打 | 被 本 塁 打 | 与 四 球 | 敬 遠 | 与 死 球 | 奪 三 振 | 暴 投 | ボ 丨 ク | 失 点 | 自 責 点 | 防 御 率 | W H I P |
| ---------- | -------------- | ----- | ----- | ----- | ----- | -------- | ----- | ----- | -------- | ----------- | ----- | ----- | -------- | -------- | ----------- | -------- | ----- | -------- | -------- | ----- | -------- | ----- | -------- | -------- | ------- |
| 1992       | 大洋 横浜 DeNA | 1     | 0     | 0     | 0     | 0        | 0     | 0     | 0        | --          | ----  | 6     | 2.0      | 0        | 0           | 0        | 0     | 0        | 1        | 0     | 0        | 0     | 0        | 0.00     | 0.00    |
| 1993       | 大洋 横浜 DeNA | 15    | 8     | 1     | 0     | 0        | 3     | 3     | 0        | --          | .500  | 255   | 60.1     | 60       | 4           | 21       | 1     | 2        | 61       | 2     | 0        | 23    | 23       | 3.43     | 1.34    |
| 1994       | 大洋 横浜 DeNA | 17    | 6     | 1     | 1     | 0        | 2     | 2     | 0        | --          | .500  | 228   | 47.2     | 61       | 2           | 25       | 0     | 0        | 35       | 2     | 1        | 27    | 23       | 4.34     | 1.80    |
| 1995       | 大洋 横浜 DeNA | 25    | 22    | 3     | 0     | 1        | 8     | 8     | 0        | --          | .500  | 619   | 147.2    | 131      | 17          | 52       | 5     | 4        | 107      | 5     | 0        | 66    | 64       | 3.90     | 1.24    |
| 1996       | 大洋 横浜 DeNA | 34    | 21    | 4     | 0     | 0        | 5     | 10    | 0        | --          | .333  | 582   | 131.1    | 151      | 17          | 55       | 1     | 1        | 101      | 0     | 0        | 82    | 72       | 4.93     | 1.57    |
| 1997       | 大洋 横浜 DeNA | 26    | 22    | 4     | 1     | 1        | 10    | 3     | 0        | --          | .769  | 578   | 142.1    | 113      | 9           | 51       | 1     | 3        | 129      | 4     | 1        | 54    | 53       | 3.35     | 1.15    |
| 1998       | 大洋 横浜 DeNA | 25    | 24    | 2     | 1     | 0        | 12    | 7     | 0        | --          | .632  | 656   | 158.2    | 138      | 12          | 60       | 3     | 3        | 119      | 4     | 0        | 64    | 56       | 3.18     | 1.25    |
| 1999       | 大洋 横浜 DeNA | 30    | 25    | 4     | 3     | 1        | 9     | 10    | 0        | --          | .474  | 729   | 175.0    | 174      | 22          | 51       | 1     | 2        | 130      | 2     | 0        | 92    | 83       | 4.27     | 1.29    |
| 2000       | 大洋 横浜 DeNA | 24    | 24    | 4     | 0     | 1        | 11    | 6     | 0        | --          | .647  | 665   | 164.2    | 154      | 22          | 32       | 0     | 3        | 122      | 3     | 0        | 64    | 59       | 3.22     | 1.15    |
| 2001       | 大洋 横浜 DeNA | 26    | 25    | 5     | 2     | 0        | 11    | 6     | 0        | --          | .647  | 673   | 168.2    | 137      | 14          | 53       | 6     | 2        | 135      | 1     | 0        | 56    | 54       | 2.88     | 1.13    |
| 2002       | 大洋 横浜 DeNA | 19    | 18    | 4     | 2     | 2        | 4     | 10    | 0        | --          | .286  | 488   | 119.2    | 108      | 12          | 28       | 6     | 2        | 100      | 1     | 0        | 46    | 43       | 3.23     | 1.14    |
| 2003       | 大洋 横浜 DeNA | 15    | 15    | 1     | 0     | 0        | 5     | 5     | 0        | --          | .500  | 420   | 101.1    | 94       | 18          | 21       | 3     | 5        | 82       | 1     | 0        | 48    | 46       | 4.09     | 1.13    |
| 2004       | 大洋 横浜 DeNA | 22    | 22    | 1     | 0     | 1        | 6     | 8     | 0        | --          | .429  | 618   | 144.0    | 158      | 17          | 33       | 0     | 5        | 135      | 7     | 0        | 69    | 68       | 4.25     | 1.33    |
| 2005       | 大洋 横浜 DeNA | 28    | 28    | 10    | 2     | 3        | 12    | 9     | 0        | 0           | .571  | 856   | 214.2    | 168      | 20          | 52       | 2     | 4        | 177      | 4     | 0        | 68    | 60       | 2.52     | 1.02    |
| 2006       | 大洋 横浜 DeNA | 30    | 30    | 9     | 3     | 3        | 8     | 12    | 0        | 0           | .400  | 912   | 216.2    | 227      | 19          | 44       | 5     | 5        | 160      | 3     | 0        | 94    | 83       | 3.44     | 1.25    |
| 2007       | 大洋 横浜 DeNA | 28    | 28    | 4     | 3     | 0        | 11    | 13    | 0        | 0           | .458  | 793   | 185.1    | 184      | 15          | 51       | 3     | 7        | 159      | 5     | 0        | 74    | 63       | 3.06     | 1.27    |
| 2008       | 大洋 横浜 DeNA | 21    | 21    | 4     | 1     | 1        | 7     | 10    | 0        | 0           | .412  | 589   | 144.0    | 137      | 22          | 29       | 0     | 4        | 111      | 4     | 0        | 63    | 57       | 3.56     | 1.15    |
| 2009       | 大洋 横浜 DeNA | 28    | 28    | 6     | 1     | 0        | 11    | 11    | 0        | 0           | .500  | 799   | 195.1    | 175      | 28          | 37       | 1     | 4        | 138      | 2     | 0        | 82    | 72       | 3.32     | 1.09    |
| 2010       | 大洋 横浜 DeNA | 16    | 16    | 0     | 0     | 0        | 3     | 8     | 0        | 0           | .273  | 365   | 79.2     | 108      | 12          | 23       | 3     | 4        | 58       | 2     | 0        | 67    | 64       | 7.23     | 1.64    |
| 2011       | 大洋 横浜 DeNA | 18    | 18    | 2     | 1     | 0        | 5     | 6     | 0        | 0           | .455  | 463   | 111.1    | 96       | 9           | 31       | 2     | 7        | 74       | 1     | 0        | 39    | 36       | 2.91     | 1.14    |
| 2012       | 大洋 横浜 DeNA | 25    | 25    | 6     | 1     | 1        | 9     | 9     | 0        | 0           | .500  | 738   | 182.2    | 160      | 15          | 48       | 4     | 3        | 107      | 4     | 0        | 61    | 58       | 2.86     | 1.14    |
| 2013       | 大洋 横浜 DeNA | 27    | 27    | 2     | 1     | 0        | 9     | 13    | 0        | 0           | .409  | 731   | 175.2    | 181      | 26          | 33       | 0     | 1        | 109      | 5     | 0        | 88    | 77       | 3.94     | 1.22    |
| 2014       | 大洋 横浜 DeNA | 15    | 15    | 1     | 0     | 1        | 5     | 6     | 0        | 0           | .455  | 403   | 94.2     | 99       | 14          | 23       | 2     | 4        | 55       | 3     | 0        | 38    | 32       | 3.04     | 1.29    |
| 2015       | 大洋 横浜 DeNA | 17    | 17    | 0     | 0     | 0        | 6     | 6     | 0        | 0           | .500  | 416   | 98.0     | 103      | 9           | 25       | 0     | 1        | 62       | 5     | 0        | 47    | 45       | 4.13     | 1.31    |
| 2016       | 大洋 横浜 DeNA | 3     | 3     | 0     | 0     | 0        | 0     | 3     | 0        | 0           | .000  | 75    | 14.2     | 29       | 3           | 4        | 0     | 0        | 14       | 0     | 0        | 18    | 18       | 11.05    | 2.25    |
| 通算：25年 | 通算：25年     | 535   | 488   | 78    | 23    | 16       | 172   | 184   | 0        | 0           | .483  | 13657 | 3276.0   | 3146     | 358         | 882      | 49    | 76       | 2481     | 70    | 2        | 1430  | 1309     | 3.60     | 1.23    |

- 各年度の太字はリーグ最高
- 大洋（横浜大洋ホエールズ）は1993年に横浜（横浜ベイスターズ）に球団名を変更
- 横浜（横浜ベイスターズ）は2012年にDeNA（横浜DeNAベイスターズ）に球団名を変更

### 年度別守備成績
| 年 度      | 球 団          | 投手  | 投手  | 投手  | 投手  | 投手  | 投手     |
| 年 度      | 球 団          | 試 合 | 刺 殺 | 補 殺 | 失 策 | 併 殺 | 守 備 率 |
| ---------- | -------------- | ----- | ----- | ----- | ----- | ----- | -------- |
| 1992       | 大洋 横浜 DeNA | 1     | 0     | 0     | 0     | 0     | -        |
| 1993       | 大洋 横浜 DeNA | 15    | 3     | 6     | 0     | 0     | 1.000    |
| 1994       | 大洋 横浜 DeNA | 17    | 2     | 10    | 1     | 0     | .923     |
| 1995       | 大洋 横浜 DeNA | 25    | 10    | 24    | 1     | 2     | .971     |
| 1996       | 大洋 横浜 DeNA | 34    | 9     | 21    | 1     | 4     | .968     |
| 1997       | 大洋 横浜 DeNA | 26    | 5     | 18    | 0     | 2     | 1.000    |
| 1998       | 大洋 横浜 DeNA | 25    | 5     | 18    | 0     | 1     | 1.000    |
| 1999       | 大洋 横浜 DeNA | 30    | 4     | 25    | 0     | 2     | 1.000    |
| 2000       | 大洋 横浜 DeNA | 24    | 11    | 15    | 1     | 0     | .963     |
| 2001       | 大洋 横浜 DeNA | 26    | 7     | 29    | 1     | 5     | .973     |
| 2002       | 大洋 横浜 DeNA | 19    | 6     | 17    | 1     | 0     | .958     |
| 2003       | 大洋 横浜 DeNA | 15    | 4     | 13    | 0     | 2     | 1.000    |
| 2004       | 大洋 横浜 DeNA | 22    | 6     | 28    | 0     | 1     | 1.000    |
| 2005       | 大洋 横浜 DeNA | 28    | 8     | 24    | 1     | 2     | .970     |
| 2006       | 大洋 横浜 DeNA | 30    | 6     | 49    | 0     | 2     | 1.000    |
| 2007       | 大洋 横浜 DeNA | 28    | 7     | 36    | 1     | 1     | .977     |
| 2008       | 大洋 横浜 DeNA | 21    | 3     | 18    | 0     | 0     | 1.000    |
| 2009       | 大洋 横浜 DeNA | 28    | 12    | 43    | 0     | 1     | 1.000    |
| 2010       | 大洋 横浜 DeNA | 16    | 6     | 18    | 0     | 1     | 1.000    |
| 2011       | 大洋 横浜 DeNA | 18    | 6     | 22    | 1     | 4     | .966     |
| 2012       | 大洋 横浜 DeNA | 25    | 8     | 49    | 0     | 3     | 1.000    |
| 2013       | 大洋 横浜 DeNA | 27    | 8     | 39    | 0     | 1     | 1.000    |
| 2014       | 大洋 横浜 DeNA | 15    | 4     | 12    | 0     | 0     | 1.000    |
| 2015       | 大洋 横浜 DeNA | 17    | 2     | 14    | 0     | 0     | 1.000    |
| 2016       | 大洋 横浜 DeNA | 3     | 0     | 1     | 0     | 1     | 1.000    |
| 通算：25年 | 通算：25年     | 535   | 142   | 549   | 9     | 35    | .987     |

### 年度別監督成績
| 年 度     | 球 団     | 順 位     | 試 合 | 勝 利 | 敗 戦 | 引 分 | 勝 率 | ゲ ｜ ム 差            | 本 塁 打               | 打 率                  | 防 御 率               | 年 齡                  |
| --------- | --------- | --------- | ----- | ----- | ----- | ----- | ----- | ---------------------- | ---------------------- | ---------------------- | ---------------------- | ---------------------- |
| 2021      | DeNA      | 6位       | 143   | 54    | 73    | 16    | .425  | 20.0                   | 136                    | .258                   | 4.15                   | 47歳                   |
| 2022      | DeNA      | 2位       | 143   | 73    | 68    | 2     | .518  | 8.0                    | 117                    | .251                   | 3.48                   | 48歳                   |
| 2023      | DeNA      | 3位       | 143   | 74    | 66    | 3     | .529  | 12.0                   | 105                    | .247                   | 3.16                   | 49歳                   |
| 2024      | DeNA      | 3位       | 143   | 71    | 69    | 3     | .507  | 8.0                    | 101                    | .256                   | 3.07                   | 50歳                   |
| 通算：4年 | 通算：4年 | 通算：4年 | 572   | 272   | 276   | 24    | .496  | Aクラス3回、Bクラス1回 | Aクラス3回、Bクラス1回 | Aクラス3回、Bクラス1回 | Aクラス3回、Bクラス1回 | Aクラス3回、Bクラス1回 |

- 2024年度シーズン終了時
- 順位の太字は日本一

### タイトル
- 最優秀防御率：1回（2005年）
- 最多奪三振：1回（2005年）
- 最高勝率：1回（1997年）※（当時連盟表彰なし）。セントラル・リーグでは、1972年までと2013年以降表彰

### 表彰
- 月間MVP：4回（投手部門：2000年8月、2005年8月、2007年7月、2014年8月）
- 優秀JCB・MEP賞：1回（2005年）
- ゴールデンスピリット賞（2007年）
- スピードアップ賞：2回（2009年、2014年）
- 「ジョージア魂」賞：1回（2014年度第8回）
- オールスターゲーム優秀選手賞：2回（2002年第1戦、2006年第1戦）
- オールスターゲームベストピッチャー賞：1回（2009年第1戦）
- オールスターゲームSANYO賞：1回（2006年第1戦）
- セ・リーグ連盟特別表彰（功労賞：2016年）
- 正力松太郎賞：1回（2024年）
- ベスト・プラウド・ファーザー賞 in「プロ野球部門」（2013年）
- アスリートベストドレッサーアワード（2014年）
- 神奈川イメージアップ大賞（2016年）
- 横浜文化賞（2017年）

### 記録
初記録
- 初登板：1992年10月7日、対読売ジャイアンツ26回戦（横浜スタジアム）、7回表から3番手として救援登板、2回無失点[133]
- 初奪三振：同上、8回表に篠塚和典から[134]
- 初先発：1993年8月1日、対広島東洋カープ17回戦（広島市民球場）、5回2失点[135]
- 初勝利・初完投勝利：1993年9月4日、対広島東洋カープ21回戦（北九州市民球場）、9回1失点[136]
- 初完封勝利：1994年4月22日、対広島東洋カープ1回戦（横浜スタジアム）[137]
- 初本塁打：1999年10月2日、対中日ドラゴンズ26回戦（横浜スタジアム）、川上憲伸から ※生涯唯一の本塁打

節目の記録
- 1000投球回：2000年9月10日、対広島東洋カープ24回戦（横浜スタジアム）、1回表二死目に東出輝裕を右飛で達成 ※史上284人目
- 1000奪三振：2002年6月6日、対ヤクルトスワローズ8回戦（横浜スタジアム）、2回表に坂元弥太郎から ※史上109人目
- 1500投球回：2004年6月19日、対中日ドラゴンズ13回戦（ナゴヤドーム）、2回裏一死目にアレックス・オチョアを三振で達成 ※史上152人目
- 100勝：2006年5月9日、対東北楽天ゴールデンイーグルス1回戦（横浜スタジアム）、先発で8回2失点 ※史上119人目
- 1500奪三振：2006年6月18日、対西武ライオンズ6回戦（インボイスSEIBUドーム）、6回裏に和田一浩から ※史上47人目
- 2000投球回：2007年3月30日、対読売ジャイアンツ1回戦（横浜スタジアム）、6回表一死目に小坂誠を投ゴロで達成 ※史上82人目
- 2500投球回：2009年9月21日、対阪神タイガース22回戦（横浜スタジアム）、2回表二死目に安藤優也を捕邪飛で達成 ※史上44人目
- 2000奪三振：2009年10月3日、対中日ドラゴンズ24回戦（横浜スタジアム）、4回表に堂上剛裕から ※史上19人目
- 150敗：2012年6月17日、対福岡ソフトバンクホークス4回戦（福岡ドーム）、8回1失点で完投敗 ※史上27人目
- 150勝：2012年7月4日、対読売ジャイアンツ7回戦（横浜スタジアム）、7回3失点6奪三振 ※史上47人目
- 3000投球回：2013年7月24日、対中日ドラゴンズ13回戦（ナゴヤドーム）、5回裏二死目に谷繁元信を一邪飛で達成 ※史上27人目
- 500試合登板：2013年10月5日、対中日ドラゴンズ24回戦（ナゴヤドーム）で先発登板、9回3失点で勝敗つかず（自責点0） ※史上91人目

その他の記録
- 連続シーズン勝利：23年（1993年 - 2015年） ※NPBタイ記録
- 連続シーズン安打：24年（1993年 - 2016年） ※NPB歴代4位[138][注 11][注 12]
- 連続シーズン暴投：16年（1997年 - 2015年） ※NPBタイ記録
- 連続シーズン2桁先発：21年（1995年 - 2015年） ※NPB歴代1位
- 開幕3戦3勝：2015年 ※NPB最年長記録
- フランチャイズ・プレイヤー：デビューから引退まで25年間にわたって同一球団へ在籍
- オールスターゲーム出場：6回（2002年、2004年、2006年、2009年、2012年、2013年）

### 背番号
- 46（1992年 - 1997年）
- 18（1998年 - 2016年、2019年 - 2020年）
  - 17（2004年アテネオリンピック）
- 81（2021年 - ）

### 登場曲
- 「リーゼントブルース」RIKI（マウンド）
- 「サイコーなRock You!」矢沢永吉（打席）

## 出演作品

### テレビ番組
- 三浦大輔のハマ番（2010年、GAORA）
- 課外授業 ようこそ先輩（2014年8月15日、NHK Eテレ）
- バース・デイ「横浜一筋25年 ハマの番長・三浦大輔 引退の真実」（2016年11月12日、TBS）
- スポーツ×ヒューマン「“俺たちは変わる” コテンパンからの反撃 DeNA・三浦大輔」（2022年4月11日、NHK総合）

### ラジオ番組
- 三浦大輔のスポーツボンバー!（TBSラジオ）
- エキサイト・スタジアム（TBSラジオ） 水曜日
- 三浦大輔の輝け!ベイスターズ（TBSラジオ）

三浦の地元・大阪市に本社のある毎日放送（MBS）では、毎年のシーズンオフ（11月中旬 - 12月下旬）に、三浦が半日がかりで複数のテレビ・ラジオ番組へゲストで出演することが2005年頃から恒例になっている。

### テレビドラマ
- 花嫁は厄年ッ! 第1話（2006年7月6日、TBS） - 本人 役
- 99.9-刑事専門弁護士- SEASON II 最終回（2018年3月18日、TBS） - 三村大介 役
- 神奈川発地域ドラマ『 R134/湘南の約束』（2018年6月27日、NHK BSプレミアム） - バーの店長 役[139]

### 映画
- ROOKIES -卒業-（2009年）※特別出演

### PV
- 「PLAY THE GAME」ロードオブメジャー

### ライヴ
- L'Arc〜en〜Ciel 「20th L'Anniversary Live」（ライヴ途中のCMで、"祝・20周年"と書かれたボールを手に映像で登場）

### CM
- ありあけ横濱ハーバー（2016年12月24日 - ）

## 著書
- 横浜ベイスターズ三浦大輔の心・技・体（ベースボール・マガジン社、2006年11月） ISBN 4-583-61424-1
- 打てるもんなら打ってみろ!（ロングセラーズ、2008年6月） ISBN 4-8454-2119-4
- 逆境での闘い方 ～折れない心をつくるために～（大和書房、2012年11月） ISBN 4-479-79368-2
- 踏み出せば何かが変わる（青志社、2018年1月） ISBN 4-865-90058-6